# Poslanska skupina Stranke modernega centra
Poslanska skupina Stranke modernega centra (kratica SMC ) je bila poslanska skupina, ki so jo sestavljajo poslanci, ki so bili izvoljeni na listi Stranke Mira Cerarja oz. Stranke modernega centra. Leta 2022 se je poslanska skupina preimenovala v Poslansko skupino Konkretno. 

## Sestava

### Mandat 2014-2018
- Irena Kotnik
- Andreja Potočnik
- Maruša Škopac
- Branko Zorman
- Lilijana Kozlovič
- Tilen Božič
- Marko Ferluga
- Vlasta Počkaj
- Miro Cerar (postane predsednik vlade)
- Tanja Cink
- Simona Kustec Lipicer - vodja poslanske skupine
- Simon Zajc
- Mitja Horvat
- Kamal Izidor Shaker
- Bojan Dobovšek (izstopi iz stranke, postane samostojni poslanec)
- Milan Brglez
- Dragan Matić
- Danilo Anton Ranc
- Janja Sluga
- Anita Koleša
- Ivan Škodnik
- Margareta Guček Zakošek (leta 2015 postane državna sekretarka)
- Marjan Dolinšek
- Vojka Šergan
- Igor Zorčič
- Irena Grošelj Košnik
- Urška Ban
- Srečko Blažič
- Jasna Murgel
- Ivan Prelog
- Branislav Rajić
- Ksenija Korenjak Kramar
- Klavdija Markež
- Aleksander Kavčič
- Vesna Vervega
- Franc Laj
- Saša Tabaković (nadomestni poslanec Margarete Guček Zakošek)

### Mandat 2018-2022
Leta 2022 se je poslanska skupina preimenovala v Poslansko skupino Konkretno.
- Milan Brglez (24. avgusta 2018 prestopil v SD, kasneje postal evropski poslanec)[1]
- Miro Cerar (13. marca 2020 odstopil kot poslanec)
- Monika Gregorčič
- Gregor Perič - vodja poslanske skupine
- Zdravko Počivalšek (nastopil mandat ministra)
- Branislav Rajić (26. marca 2021 odstopil in postal samostojni poslanec, 16. decembra 2021 prestopil v SAB)[2]
- Janja Sluga - nekdanja vodja poslanske skupine (26. marca 2021 odstopila in postala samostojna poslanka)[2]
- Mateja Udovč - 14. decembra prestopila v stranko Naša dežela
- Igor Zorčič (26. marca 2021 odstopil in postal samostojni poslanec)[2]
- Mojca Žnidarič
- Jani Möderndorfer (nadomestni poslanec, 15. maja 2020 prestopil v LMŠ)[3]
- Dušan Verbič (nadomestni poslanec)
- Gregor Židan (nadomestni poslanec, 19. maja 2020 prestopil v SD)[4]